# WTA German Open 1987
Il WTA German Open 1987 è stato un torneo di tennis giocato sulla terra rossa.
È stata la 75ª edizione del German Open, che fa parte Virginia Slims World Championship Series 1987.
Si è giocato al Rot-Weiss Tennis Club di Berlino in Germania dall'11 al 17 maggio 1987.

## Campionesse

### Singolare
Steffi Graf ha battuto in finale  Claudia Kohde Kilsch con il punteggio di 6–2, 6–3.

### Doppio
Claudia Kohde Kilsch /  Helena Suková hanno battuto in finale  Catarina Lindqvist /  Tine Scheuer-Larsen con il punteggio di 6–1, 6–2.